# 奈良県警察
奈良県警察（ならけんけいさつ）は、奈良県の都道府県警察である。略称は奈良県警。
奈良県公安委員会管理。給与支払者は奈良県知事。警察庁近畿管区警察局管内。本部所在地は奈良市登大路町80番地。

## 沿革
- 1954年（昭和29年）7月1日 - 新警察法施行に伴い、奈良県警察発足。
- 1965年（昭和40年）3月 - 警察本部庁舎新築。
- 1967年（昭和42年）7月 - 警察学校新築。
- 1976年（昭和51年）7月 - 警察本部第2庁舎新築。
- 1981年（昭和56年）3月 - 交通管制センター運用開始。
- 1984年（昭和59年）11月 - 奈良西警察署新設。
- 1985年（昭和60年）11月 - 西和警察署新設。
- 1996年（平成8年）8月 - 新警察本部庁舎開庁。シンボルマーク、マスコット（ナポくん[注 1]）の制定。
- 2008年（平成20年）3月 - 御所警察署を高田警察署に、十津川警察署を五條警察署に統合。香芝警察署新設。
- 2014年（平成26年）3月 - 田原本警察署を天理警察署に、宇陀警察署を桜井警察署に統合。中吉野警察署が（旧）吉野警察署を統合したうえで（新）吉野警察署に改称。総合企画課、留置管理課、子供・女性・高齢者安全対策課を新設。
- 2015年（平成27年）9月 - マスコット（ナピちゃん）の制定。
- 2016年（平成28年）2月 - 子供・女性・高齢者安全対策課を人身安全対策課に改称
- 2017年（平成29年）3月 - サイバー犯罪対策課、捜査支援分析課を新設。組織犯罪対策第一課および組織犯罪対策第二課を統合し、組織犯罪対策課を新設。総合企画課を廃止。
- 2018年（平成30年）3月 - 自動車警ら隊を廃止、警備第三課を新設。
- 2024年（令和6年）3月28日 - 奈良西警察署管轄区域のうち、一部（大和西大寺駅界隈およびその周辺区域）を奈良警察署に移管[1][2]。

## 本部組織
- 警務部
  - 警務課
    - 企画室
    - 人材マネジメント室

  - 総務課
    - 公安委員会事務担当室

  - 会計課
    - 監査室

  - 留置管理課
  - 監察課
  - 情報管理課
    - デジタル化施策推進室
    - 照会センター

  - 県民サービス課
    - 犯罪被害者支援室

  - 厚生課
    - 健康管理推進室
- 生活安全部
  - 生活安全企画課
    - 犯罪抑止対策室
    - 許認可審査室

  - 人身安全対策課
  - 地域課
    - 地域指導室
    - 鉄道警察隊
    - 自動車警ら隊

  - 通信指令課
  - 少年課
    - 少年サポートセンター

  - 生活環境課
  - サイバー犯罪対策課
- 刑事部
  - 刑事企画課
    - 刑事指導室

  - 捜査支援分析課
  - 捜査第一課
    - 検視官室

  - 捜査第二課
  - 組織犯罪対策課
    - 特殊詐欺捜査室

  - 鑑識課
  - 科学捜査研究所
  - 機動捜査隊
- 交通部
  - 交通企画課
  - 交通規制課
    - 交通管制センター

  - 交通指導課
    - 交通反則通告センター

  - 運転免許課
    - 高齢運転者支援室

  - 交通機動隊
  - 高速道路交通警察隊
- 警備部
  - 公安課
  - 警備課
    - 警衛警護室
    - 警察航空隊

  - 外事課
  - 機動隊
- 警察学校
  - 奈良県奈良市今市町585

## データ
- 警察署数 - 12
- 交番数 - 69
- 駐在所数 - 107
- 職員数 - 2361人
- パトカー - 650台
- 白バイ - 30台
- 船舶 - 0隻
- ヘリコプター - 1機

## 警察署
- 警察署数は12。
- ※警察車両のナンバーは橿原市、磯城郡（三宅町、田原本町）、高市郡は飛鳥、それ以外は奈良。
- 署長に警視正を充てる警察署は奈良警察署のみ。

| ※    | 地域       | 警察署名称   | 所在地                   | 管轄区域                                                                 |
| ---- | ---------- | ------------ | ------------------------ | ------------------------------------------------------------------------ |
| 奈良 | 北和       | 奈良警察署   | 奈良市大森町             | 旧山辺郡都祁村の区域を除く奈良市東部と中央部の大半                       |
| 奈良 | 北和       | 奈良西警察署 | 奈良市学園南三丁目       | 奈良市中央部の一部と西部                                                 |
| 奈良 | 北和       | 生駒警察署   | 生駒市東松ヶ丘           | 生駒市                                                                   |
| 奈良 | 北和       | 郡山警察署   | 大和郡山市杉町           | 大和郡山市                                                               |
| 奈良 | 北和       | 天理警察署   | 天理市田部町             | 天理市、奈良市の旧山辺郡都祁村の区域、山辺郡山添村、磯城郡川西町         |
| 飛鳥 | 中和・宇陀 | 天理警察署   | 天理市田部町             | 磯城郡三宅町、田原本町                                                   |
| 飛鳥 | 中和・宇陀 | 橿原警察署   | 橿原市四条町             | 橿原市、高市郡高取町、明日香村                                           |
| 奈良 | 中和・宇陀 | 桜井警察署   | 桜井市三輪               | 桜井市、宇陀市、宇陀郡曽爾村、御杖村、吉野郡東吉野村                     |
| 奈良 | 中和・宇陀 | 高田警察署   | 大和高田市神楽三丁目     | 大和高田市、葛城市、御所市                                               |
| 奈良 | 中和・宇陀 | 香芝警察署   | 香芝市畑二丁目           | 香芝市、北葛城郡広陵町                                                   |
| 奈良 | 西和       | 西和警察署   | 北葛城郡王寺町葛下一丁目 | 生駒郡平群町、三郷町、斑鳩町、安堵町、北葛城郡王寺町、上牧町、河合町     |
| 奈良 | 五條・吉野 | 五條警察署   | 五條市今井四丁目         | 五條市、吉野郡野迫川村、十津川村                                         |
| 奈良 | 五條・吉野 | 吉野警察署   | 吉野郡大淀町下渕         | 吉野郡大淀町、吉野町、下市町、黒滝村、天川村、下北山村、上北山村、川上村 |

## 主な事件・不祥事

### 2009年以前
- 2003年（平成15年）9月10日、奈良県大和郡山市内の国道24号で、車上狙いの被疑者が自動車で逃走中、追跡していた郡山警察署のパトカーに対し、体当たりを何度も繰り返すなどしたため、乗っていた警察官数人が拳銃を2発発砲。弾丸を受けた男性は頭蓋骨骨折の重傷を負い、さらにもう1発が首に命中し、その後10月5日に死亡した。死亡した男性の妻が、関わった警察官4人を殺人と特別公務員暴行陵虐致死の両罪で告訴したが、奈良地方検察庁は2006年1月に不起訴としたため、妻は奈良地方裁判所に付審判請求を行った。これについて、同地裁は2010年4月16日付で、発砲当時の巡査部長と巡査長の2人について付審判開始を決定した。うち1人は、付審判としては日本で初めて、裁判員裁判で審理された[3][4]。その後、2014年12月2日、最高裁で警官2人の無罪が確定した[5]。

- 2007年（平成19年）10月7日、求人情報誌を持っていた無職の男を「職業に就く意思がないままうろついた」として軽犯罪法違反（浮浪）の現行犯で逮捕し、翌日釈放した2分後に覚せい剤取締法違反（使用）容疑で逮捕した。その後、男は覚せい剤取締法違反（使用）の罪で起訴されたが、2009年3月3日の大阪高等裁判所における控訴審判決で、懲役3年の一審（奈良地裁）判決が破棄され逆転無罪となった。

高裁判決は、浮浪容疑での逮捕は「働く能力がありながら職業に就く意思がない」とする軽犯罪法の要件を満たさず奈良県警察の不当逮捕と認定。また覚せい剤使用については「違法な別件逮捕中に収集された証拠で無効」と判断した。判決では男の車内に求人情報誌やハローワークで交付された求人票のコピーがあったことに触れ、「警察官が職業に就く意思をことさら黙殺した可能性が濃厚だ」と指摘し、「現行犯逮捕の際は、国民の権利を不当に侵害しないよう慎重さが求められており、（奈良県警察の）違法性の程度は極めて高い」とした。
- 2007年（平成19年）11月、20代の男性巡査が、暴走族への逮捕状の発行情報やひき逃げ事件の捜査状況などを、mixi上に公表していたことが判明した。県警監察課は、書き込まれた内容は捜査情報ではないとしつつも、書き込みを止めるよう指導しており、懲戒処分も検討している [7]。

### 2009年
- 2009年（平成21年）2月、捜査第二課の警部（当時51歳）と組織犯罪対策第三課の警部補（当時53歳）が、前年の2008年12月に発生した天川村の公共工事を巡る汚職事件（当時の天川村長が加重収賄で逮捕・起訴された）で、村長らに捜査情報を漏洩していたとして逮捕された[8]。また、その後の調べで、当該の警部補が実質的に経営するコンサルタント会社が、暴力団対策の名目で産業廃棄物処理会社から約290万円を受け取ったとして、警部補が収賄罪で再逮捕され、産廃処理会社の元役員も贈賄罪で逮捕された[9]。これら一連の事件を受け、警察本部長が、同年4月に警察庁長官注意処分を受けている[10]。

- 2009年（平成21年）10月上旬、橿原警察署のパトカー内から、微量の覚醒剤が発見されたことが発覚。その後の調べで、翌2010年4月になって、2007年に同署が窃盗容疑で逮捕した橿原市内の男性が、車内に覚醒剤を隠したことを認めた。発見されるまでの間、パトカーに乗務した警察官は、誰一人覚醒剤の存在に気付いておらず、同署は所持品検査を徹底させるとしている[11][12]。

### 2010年
- 2010年（平成22年）3月8日、暴力団対策を担当していた県警の捜査員2名が、捜査情報を流す見返りに暴力団組員らから金品を受け取っていたとされる疑惑が浮上した。警察官2名は、県警の事情聴取で、金品の授受を認めているが捜査情報を漏らした事は無いと述べている。また、県警は物証が乏しいなどとして、立件を見送る方針である事を明らかにしていた。また、組長から借金の連帯保証人になってもらうなどの事実も判明したため、県警は2010年5月20日に、橿原警察署に転属していた当該の捜査員2名を、懲戒免職の処分とした。また、当時の上司についても、本部長注意などの処分となった[13]。
  - また、この事件に絡み、大阪市内の会社経営の女性が、これらの捜査員から暴力団組長を紹介され金を貸したものの、その後返済されなかったため、「騙し取られた」として、奈良県と当該組長などを相手取り、損害賠償を求める訴訟を、大阪地方裁判所に起こした[14]。

### 2011年
- 2011年（平成23年）3月、奈良西警察署の58歳の男性巡査部長が、管内で起こったわいせつ事件の被疑者についての情報が含まれた文書を、被疑者の知人の男性に対し漏洩していた疑いが浮上。文書を受け取った被疑者の知人が、当該の文書が入った財布を奈良市内で紛失し、その後奈良警察署に財布が届けられ、中から文書が発見されたことで発覚した[15]。
- 2011年（平成23年）4月4日深夜に奈良市内で発生した傷害事件で、同18日に奈良警察署が被害者の目撃証言などから19歳の少年を逮捕したが、少年は容疑を否認し、同日午後になって少年の弟が同署に出頭したことで、誤認逮捕だったことが明らかになった。同署は18日中に少年を釈放し、同27日に弟を書類送検した[16]。

### 2012年
- 2012年（平成24年）3月に電車内で痴漢をしたとして大阪府迷惑防止条例違反容疑で同県警に逮捕された52歳の男が、被害者の女性に対し、「会いたくなった」等の内容の葉書を送付していたことが明らかになった。この男は、警察での取調べの最中に、捜査書類に書かれていた女性の個人情報を盗み見し、それに基づいて送付していた模様で、同県警の個人情報管理の在り方が問題視されている[17]。
- 2012年（平成24年）8月上旬、奈良県警察学校の教官の38歳の男性警部補が、同校の校内で学生らと飲酒していたが、この時に学生らの言動に激昂し、数人に暴行を加えた。被害者のうち1人は、顔を殴られ顔面骨折の重傷を負った。県警はこの警部補について、傷害・暴行容疑で事情聴取中で、懲戒処分も検討中である[18]。
- 2012年（平成24年）11月20日から21日にかけ、奈良市内で自転車などが焼ける不審火が連続発生。捜査の結果、現場を所轄する奈良西警察署の30歳代の警察官が火をつけた疑いが強まり、県警はこの警察官を建造物等以外放火容疑で立件することとした[19]。この警察官は休職中で、2013年1月16日自宅で自殺（家族により発見）。

### 2013年
- 1月31日に窃盗容疑で郡山警察署に逮捕され、その後香芝警察署に留置されていた同県内の無職女性について、靴下や下着などに大麻を隠し持っていたにもかかわらず、両署が見落としていたことが明らかになった。両署は所持品検査を十分に実施していなかったことが明らかになっており、県警は担当した署員の処分を検討している[20]。
- 郡山署の男性巡査が同年5月に、自らの下半身を携帯電話で撮影の上、インターネット上に投稿していたとして、県警はこの巡査を同年10月17日付でわいせつ電磁的記録記録媒体陳列容疑で書類送検した上、減給10分の1の処分とした[21]。

### 2014年
- 大和高田警察署の複数の警察官が、トラクターの窃盗事件の捜査に於いて、被疑者としてマークした男性の行動確認のため、この男性が予約したレンタカーのトラックに、県警の内規で定められた事前承認を得ないまま無断でGPS端末を取り付けての捜査を行っていたことが、2016年12月に明らかになった[22]。本件は、GPSによって位置情報を網羅的に監視されていた一般市民に対する重大な人権侵害であるとして、最高裁によって憲法違反として認定され、以後の警察捜査によるGPSの無断利用の抑制のきっかけともなった。

### 2015年
- 県警高速道路交通警察隊に所属していた男性巡査部長（その後奈良警察署交通第二課に異動）が1月に、大和郡山市内の高速道路において無免許運転者による交通事故が発生した際、運転者を検挙せず、書類上は運転者の知人が運転していたことにして処理していたことが明らかになった。県警はこの巡査部長を翌2015年6月3日に、犯人隠避及び虚偽公文書作成などの容疑で逮捕[23]。またこの巡査部長は、オービスで速度違反が発覚した女性の交通違反をもみ消した上、その見返りに現金を受け取ったとして、同年6月23日に加重収賄と虚偽有印公文書作成・同行使容疑で再逮捕された[24]。
- 桜井警察署が11月13日に、桜井市在住の50歳の男性を覚せい剤取締法違反容疑で逮捕し勾留していたが、この男性は同月21日に実兄の葬儀に出席するため、同日午前0時から午前11時までの間、勾留の執行停止が認められた。しかし葬儀が終わった後、同署へ戻る途中に、乗っていた車から逃走。同署はこの男性の行方を捜査している[25]。

### 2016年
- 11月15日、2010年2月に勾留中していた山本病院事件の被疑者である同病院の主治医を暴行死させたとして、被疑者の遺族が奈良県警を刑事告発した[26]。

### 2019年
- 5月18日、奈良県内の20歳代の男性会社員が酒に酔った状態で奈良警察署に一晩保護されたが、翌日に署から帰る際に、財布の中の現金のうち約9万円が無くなっていた。県警は窃盗容疑で調べると共に、男性が保護されていた場所は通常署員しか出入りしないことなどから、内部犯行の可能性もあると見ている[27]。

### 2020年
- 2月7日、機動隊の20歳代の男性巡査長が1月27日に、庁舎内の女子トイレで盗撮行為をしたとして、県警が奈良県迷惑防止条例違反容疑でこの巡査長を捜査対象にしていることが判明。県警はこの巡査長を書類送検する方針だが、「逃亡や証拠隠滅の恐れがない」などの理由で逮捕していない[28]。

### 2022年
- 1月7日、県警は、奈良西警察署の拳銃庫で保管されていた実弾のうち、5発を「紛失した」と発表した[29]。県警は同署の拳銃庫から実弾を盗んだ疑いがあるとして、同署の20代の男性署員を任意で聴取した[30]。7月上旬、所在不明発覚前の2020年11月の実弾交換作業中に予定より5弾少なく配分されていたことが判明。実弾の紛失はなかったと特定した。しかし犯人と決めつけられ強い口調で自白を要求させられた署員はうつ病を発症し、すでに休職してしまっていた[31][30]。署員への取り調べは2月末から8日間、朝から晩まで続いたという[30]。また、いわゆる「嘘発見器」も使用され、深夜に自宅を家宅捜索されたり、行動確認もされた[30]。取り調べを録音した音声には「人間なんて、みんなうそつくが、病気に近い回答の仕方をする。お前、虚言性なんちゃらや。その特徴というのは、ADHD（注意欠如・多動症）とかの特徴やで」などといった言葉が記録されていた[30]。7月15日、県警は当時の副署長ら3人を所属長訓戒処分などとしたと発表した[32]。8月5日、当該警察官は、違法な取り調べを受けたとして、県に対し慰謝料や休職した半年間の賃金など約714万円の支払いを求めて奈良地裁に提訴した[33][30]。2023年8月31日、奈良地裁は違法な取り調べがあったと認定し、県に約297万円の支払いを命じた。寺本佳子裁判長は、同署で実弾のずさんな点検が常態化していたと指摘。その上で、巡査長のみに窃盗の嫌疑をかけることに「合理性はない」とし、「根拠が薄弱であるのに犯人と断定し、人格的尊厳を傷つける発言を繰り返して自供を迫る取り調べは違法」と判断した [34]。奈良地裁は判決の賠償額に誤りがあったとして9月1日付で賠償額を約355万円に訂正した[35]。
- 参院選選挙期間中の7月7日、自民党は元内閣総理大臣・安倍晋三の8日の遊説先を長野から奈良へ急遽変更[36]。同日12時50分頃、自民党奈良県支部連合会は、その旨を奈良県警に伝えた[37][38]。奈良県選挙区の党候補者の佐藤啓は8日の演説会場について、元々は近鉄学園前駅周辺を予定していたが、安倍の来援の知らせを受け、これも急遽、近鉄大和西大寺駅の北口に変更した[39]。7月7日夕方、県警は、具体的な場所が大和西大寺駅北口に決まったとの連絡を受けるが[38]、奈良西警察署ではこの日、実弾関連の不祥事事案を8日に発表するために、同署の幹部らが県警本部との調整などに追われていた[31]。同署は不祥事事案に関する業務と並行して、警護警備計画を県警本部と作成し、佐藤の陣営スタッフとともに現地調査などを行った[31]。7月8日朝、県警の警備課は、警護の統括責任者である警備部参事官に「警護警備実施計画」を提出。警備部長の決裁を経て[40]、県警の鬼塚友章本部長は同計画を承認[31][39]。同日11時31分、安倍は演説中に銃撃され死亡した。事件の影響で不祥事事案の発表は延期された。7月9日、鬼塚は記者会見し、「警護上の問題があったことは否定できない」として県警の責任を認めた[41]。

- 8月25日、警察庁が安倍の銃撃事件について警護計画の不十分な対応や現場の警護員間の意思疎通の不徹底など複合的要因があったとする検証結果を取りまとめ、公表した[42][37]。これを受けて警察庁長官の中村格が辞意を表明した[43]。また県警監察課は本部長の鬼塚に減給3か月、警備部長に減給1か月、警備部参事官と現場指揮官だった本部警備課長を減給1か月とするなどの懲戒処分を課すと発表したが[44]、鬼塚並びに警備部長、警備部参事官も辞職[44]。

### 2023年
- 2月1日、奈良署刑事1課長の男性警部が、無断欠勤し連絡が取れなくなり、その後4日に大阪府内で発見された。この警部は、保管していた署の捜査費用のうち数万円を私的流用した疑いがあり、県警は業務上横領の容疑で調べている[45]。